# محوطه چشمه باریک ۱۱
محوطه چشمه باریک ۱۱ مربوط به دوره ساسانیان است و در شهرستان مهران، بخش ملکشاهی، دهستان گچی، ۷۰۰ متری جنوب روستای چشمه باریک واقع شده و این اثر در تاریخ ۲۲ آبان ۱۳۸۶ با شمارهٔ ثبت ۱۹۹۳۸ به‌عنوان یکی از آثار ملی ایران به ثبت رسیده است.